# 阿达色替
阿达色替（INN：adavosertib；开发代码：AZD1775、MK-1775），或译阿达替布，是一种实验性抗癌候选药物。它是酪氨酸激酶WEE1的小分子抑制剂，具有潜在的抗肿瘤致敏活性。它是由阿斯利康开发的。目前正在对它作为胰腺癌的治疗方法进行I期试验（截至2019年密歇根大学的研究人员计划进行II期研究），以及与另一种抗癌药物吉西他滨联合用于卵巢癌的II期试验。